# Jan Maijenstraat
De Jan Maijenstraat is een straat in Amsterdam-West, Jan Maijenbuurt.
De straat is aangelegd in midden jaren twintig van de 20e eeuw. Ze is gesitueerd tussen de Vespuccistraat en Mercatorstraat, andere zijstraten zijn de James Cookstraat en Torresstraat. Ze loopt parallel aan de Jan Evertsenstraat.
De naam, een vernoeming naar zeevaarder Jan Jacobsz. May van Schellinkhout werd in maart 1925 voorgedragen en in april vastgelegd. De straat loopt van west naar oost en is in die richting ook symmetrische aangelegd, een kenmerk van de bouwstijl van de Amsterdamse School, die hier is te vinden. Ze is ongeveer 200 meter lang. De zuidelijke gevelwand wordt voor een groot deel in beslag genomen door het rijksmonument Jan Maijenstraat 11-17, een voormalig schoolgebouw, waarin ooit de Jan Maijenschool (met drie andere) gevestigd was. Recht daartegenover is de Jeruzalemkerk gesitueerd, ook een rijksmonument. Tussen beide gebouwenblokken is een plein gemaakt, dat informeel bekend staat als het Jan Maijenplein. De huisnummers 2-8 en 3-9 zijn gemeentelijk monument.